# Georg Bogeschdorfer
Georg Bogeschdorfer (* 6. November 1940), auch „Schorsch“ genannt, ist ein ehemaliger deutscher Fußballspieler. Er war von 1959 bis 1964 für den FC Bayern München als Mittelfeldspieler aktiv.

## Karriere
Bogeschdorfer, der im Münchener Stadtteil Giesing aufwuchs, kam als 18-Jähriger zum FC Bayern München und debütierte in der Saison 1959/60 am 10. April 1960 (28. Spieltag) beim 3:0-Sieg im Auswärtsspiel gegen die Stuttgarter Kickers in der seinerzeit höchsten deutschen Spielklasse, der Oberliga Süd. In der Folgesaison bestritt er nunmehr 14 Oberligaspiele, von denen er mit der Mannschaft acht gewann. 1961/62 kam er nur zu drei und 1962/63 nur zu einem Oberligaspiel, das mit 1:0 im Auswärtsspiel gegen den TSV Schwaben Augsburg gewonnen wurde. Es war sein letztes Oberligaspiel, da er wegen der Nichtberücksichtigung seines Vereins bei der Gründung der Bundesliga 1963 in der zweitklassigen Regionalliga verblieb. In der Regionalliga Süd kam er an den letzten beiden Spieltagen der Saison 1963/64 zum Einsatz; er erzielte am 24. Mai 1964, dem vorletzten Spieltag, bei der 4:6-Niederlage im Heimspiel gegen die TSG Ulm 1846 mit dem Treffer zum 3:3 in der 64. Minute sein einziges Tor im Seniorenbereich. An der Aufstiegsrunde zur Bundesliga 1964/65, an der der FC Bayern München als Tabellenzweiter teilnahm, kam er nicht zum Einsatz; seine Mannschaft verpasste als Zweitplatzierter mit einem Punkt Abstand hinter Borussia Neunkirchen den Aufstieg nur knapp.

## Sonstiges
Bogeschdorfer ist verheiratet, Vater zweier Töchter und lebt im Münchner Stadtteil Haidhausen. Er ist Mitglied im Stadtteilverein SV Gartenstadt Trudering und Ehrenmitglied des Verwaltungsbeirates des FC Bayern München. Am 25. November 2016 wurde er in den Ehrenrat des FC Bayern gewählt.